# Lorenzo Giustino
Lorenzo Giustino (nacido el 10 de septiembre de 1991) es un tenista profesional italiano. Su mejor ranking individual es el N.º 127 alcanzado el 12 de agosto de 2019, mientras que en dobles llegó al puesto N.º 311 el 11 15 de abril de 2019.
Participa principalmente en el circuito ATP y de la ATP Challenger Series. Ha ganado hasta el momento 10 títulos futures, en individuales.

## Títulos Challenger; 2 (1+1)
| Leyenda             | Individuales | Dobles |
| ------------------- | ------------ | ------ |
| ATP Challenger Tour | 1            | 1      |

### Individuales
| N.º | Fecha      | Torneo | Superficie    | Oponentes en la final | Resultado |
| --- | ---------- | ------ | ------------- | --------------------- | --------- |
| 1.  | 09.06.2019 | Almaty | Tierra batida | Federico Coria        | 6-4, 6-4  |

### Dobles (1)
| No. | Fecha      | Torneo   | Superficie    | Compañero        | Rival en la final             | Resultado   |
| --- | ---------- | -------- | ------------- | ---------------- | ----------------------------- | ----------- |
| 1.  | 09.06.2018 | Shymkent | Tierra batida | Gonçalo Oliveira | Lucas Miedler Sebastian Ofner | 6-2, 7-6(4) |

## Títulos ITF; 13 (11+2)
| Leyenda      | Individuales | Dobles |
| ------------ | ------------ | ------ |
| Circuito ITF | 11           | 2      |

| No. | Fecha      | Torneo                      | Superficie    | Rival              | Resultado        |
| --- | ---------- | --------------------------- | ------------- | ------------------ | ---------------- |
| 1.  | 01.07.2012 | Turquía F25 Izmir           | Tierra batida | Jason Kubler       | 6–4, 3–6, 7–5    |
| 2.  | 17.03.2013 | Turquía F10 Antalya         | Tierra batida | Simone Vagnozzi    | 6-0, 6-3         |
| 3.  | 02.08.2015 | Italia F20 Pontedera        | Tierra batida | Gianluca Mager     | 7-6(3), 6-3      |
| 4.  | 25.10.2015 | Francia F23 Rodez           | Dura (i)      | Grégoire Barrère   | 6-3, 6-7(2), 6-1 |
| 5.  | 26.06.2016 | Italia F16 Montechiarugolo  | Tierra batida | Walter Trusendi    | 6-4, 6-4         |
| 6.  | 10.07.2016 | Francia F13 Bourg-en-Bresse | Tierra batida | Romain Jouan       | 6-4, 6-2         |
| 7.  | 18.09.2016 | Serbia F7 Niš               | Tierra batida | Kristijan Mesaroš  | 3-6, 6-2, 6-4    |
| 8.  | 01.04.2018 | Italia F5 Pula              | Tierra batida | Martín Cuevas      | 7-5, 7-5         |
| 9.  | 26.06.2016 | Italia F7 Pula              | Tierra batida | Gianluca Mager     | 6-4, 6-1         |
| 10. | 24.03.2024 | M25 Badalona                | Tierra batida | Guy den Ouden      | 6-1, 5-7, 6-0    |
| 11. | 16.08.2025 | M25 Gijón                   | Tierra batida | Pedro Vives Marcos | 6-1, 7-5         |

### Dobles
| N.º | Fecha      | Torneo            | Superficie    | Pareja               | Oponentes en la final               | Resultado |
| 1.  | 12.07.2009 | Italia F18 Carpi  | Tierra batida | Paolo Beninca        | Jacopo Marchegiani Alessandro Sarra | 6-4, 6-4  |
| 2.  | 12.07.2009 | España F2 Manacor | Tierra batida | David Vega Hernández | Pietro Rondoni Jacopo Stefanini     | 7-5, 7-5  |